# Galleta marinera

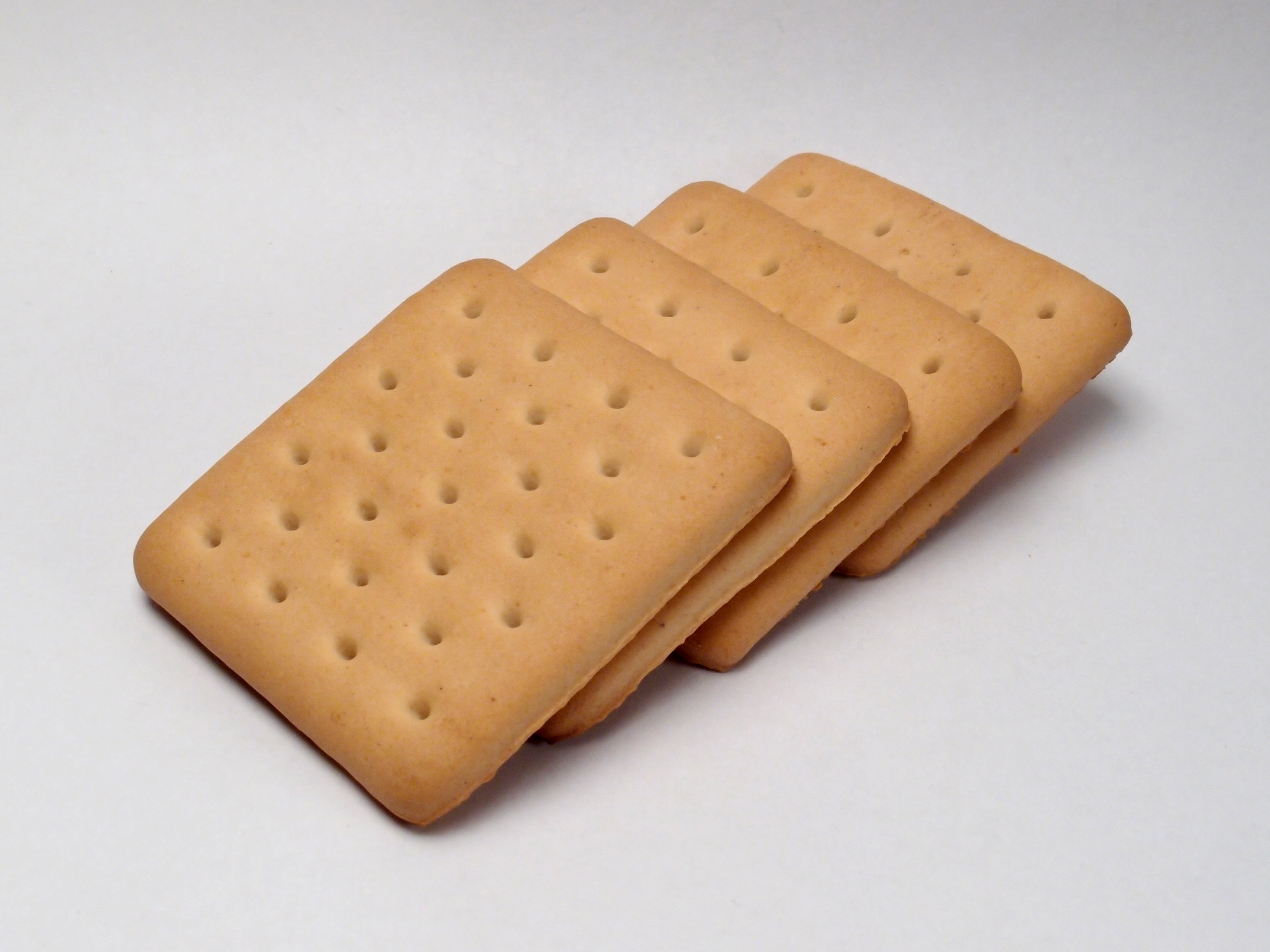
Galleta náutica o marinera (hardtack en inglés)

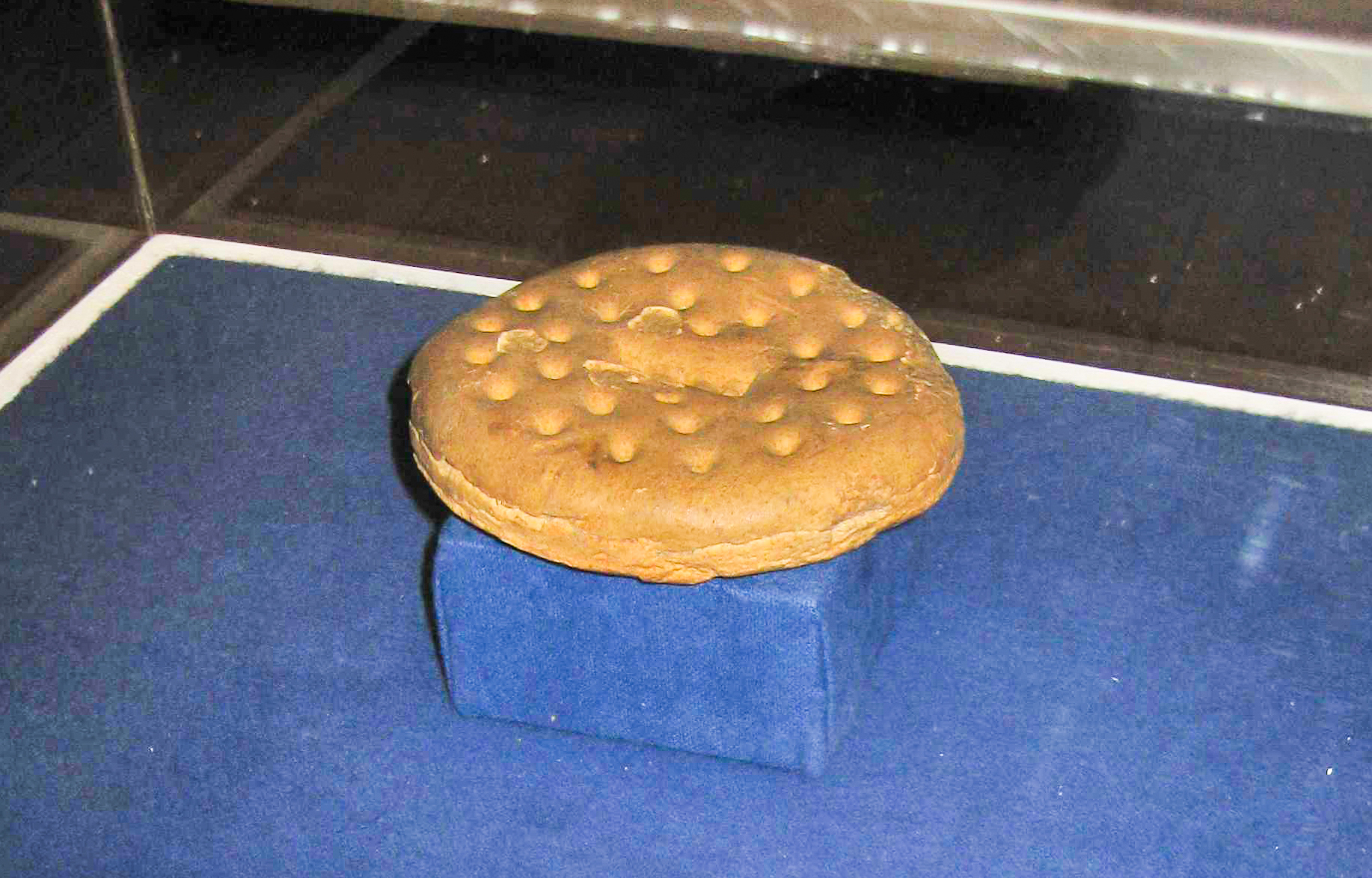
La galleta del Museo Naval del Palacio de Kronborg (Dinamarca), preparada en 1852, se la apoda «la galleta más antigua del mundo».

El bizcocho de mar o galleta de mar es un tipo de pan de pequeño tamaño que se endurece mediante un doble horneado. Este método de conservación se desarrolló para las largas travesías marítimas. Se caracteriza por una corta fermentación, ya que no interesa que desarrolle mucha miga, o en ocasiones nula (ácimo). Comúnmente se le daba forma plana y redonda, del tamaño de un bocado, y a veces se llegaba a cocer hasta cuatro veces. 
También es conocido como galleta náutica o marinera. Fueron básicas para la dieta de los navegantes, exploradores y otros viajeros de la Era de los Descubrimientos. La doble cocción provocaba una drástica pérdida de hidratación, que volvía los bizcochos muy compactos y crujientes. Una pequeña proporción de humedad podía propiciar la putrefacción de las galletas, resultando en una catástrofe para la salud de toda la tripulación. Llegaban a ser tan duras, que solo se podían comer machacándolas hasta granularlas y luego se hacían una especie de Gacha remojándolas en un caldo, sopa, agua de beber, o en el peor de los casos, agua de mar. Llegaban a aportar más de la mitad de las calorías en la dieta diaria de los marineros.
El bizcocho «blanco» se hacía con harina bien molida y tamizada (harina blanca fina) y estaba reservado a los oficiales del barco o a los enfermos. El resto de la tripulación recibía bizcochos hechos con harina integral (con el afrecho). 
Hoy en día, las galletas o bizcochos han perdido el protagonismo que tenían antaño, debido principalmente a la modernización tecnológica de la náutica, que permitió la introducción de nuevos alimentos. De hecho, otros productos más modernos tomaron su nombre (véase bizcocho y galleta). Sin embargo, la tradición ha perdurado en algunas zonas costeras o insulares, como el pan bizcochado de Canarias, las galletas de sal de Cuba, las galletes d'oli de Mallorca o la galleta forta de Ibiza. Asimismo, en Venezuela se entiende por bizcocho las rebanadas de pan doblemente horneadas. En Colombia, un derivado es el bizcocho de achira. Los diferentes tipos de cracker anglosajón tienen su origen en el bizcocho de mar.

## Terminología
- Galleta: Proviene del nombre francés, galette, a su vez de galet ('canto rodado'). Fueron llamadas así durante la Era de los Descubrimientos por tener una forma parecida y ser duras, crujientes.[4] A su vez, lo que actualmente se conoce como galletas (cookies en inglés) recibe su nombre de las mencionadas galletas que pasaron a llamarse «galletas de mar» o «galletas marineras».
- Bizcocho: De bis coctus, que en latín quiere decir 'cocido dos veces', haciendo referencia a su método de producción. También se encuentra escrito como vizcocho o biscocho.

En otros idiomas:
- Latín: buccellatum, panis bis coctus o panis nauticus
- Alemán: schiffszwieback
- Neerlandés: scheepsbeschuit
- Catalán: bescuit o galeta (de mar)
- Portugués: biscoito
- Inglés: hardtack o ship biscuit
- Francés: biscuit de mer o galette
- Italiano: biscotto di mare o galletta

## Composición
La composición y características del bizcocho están determinadas por la época y el país. La denominación genérica de «bizcocho» engloba muchos tipos de bizcochos, a veces muy diferentes entre sí.
La composición habitual era a base de harina de cereales y agua. La harina se amasaba con agua y un poco de levadura (generalmente levadura de pan de trigo; a veces levadura de cerveza). Podía añadirse un poco de sal o no añadir nada. Algunas harinas usadas:
- Harina de trigo integral
- Harina de trigo sin afrecho
- Harina de centeno[5]
- Harina de maíz[6]
- Harina de trigo sarraceno
- Harina de patata[7]
- Harina de cebada[8]

## Elaboración

### Amasado
Los ingredientes eran harina (generalmente de trigo, con o sin afrecho), poca agua, levadura de panadero vieja, y sal. El proceso de amasado debía ser vigoroso por la dureza de la masa, fruto de una baja hidratación. Por esta razón se acababa amasando con los pies, valiéndose del peso de todo el cuerpo. Los sistemas mecánicos no aparecerían hasta el siglo XIX.

### Fermentación
Tras el amasado, se cortaba la masa en piezas pequeñas. Luego, cada pieza se amasaba y se le daba la forma, a menudo aplanándola con un rodillo. Así se dejaban reposar las piezas por un tiempo muy corto, para impedir una fermentación completa que hiciera subir (hincharse) la masa.

### Horneado
Antes de ponerlas en el horno, las piezas eran pinchadas con un sello de pinchos. Los agujeros permitían la salida de gases e impedían que las piezas de galleta subieran demasiado. La temperatura del horno era menor que para un pan normal, pero más alta que para el pan de munición de las tropas de tierra.
La cocción era del orden de 2 horas, que es aproximadamente el doble que para el pan normal. Las galletas no se «hornean dos veces», sino una sola vez que es el doble de duración que el horneado del pan.

### Deshidratación
Por si el doble horneado no fuese suficiente, las galletas eran acto seguido colocadas en una cámara contigua al horno y que recibía el calor de éste. Esta cámara fue creada específicamente para los bizcochos o galletas.

## Conservación
Estas galletas soportan meses en perfecto estado. La duración oficial náutica era del orden de dos años, aunque dependía en gran medida de las condiciones en las que se almacenaba.  Cuanto mejor sellado estuviese el paquete de galletas, mejor. El uso de sal en la masa también era un factor importante, ya que el aire húmedo del mar combinado con la sal favorecía la degradación del producto. En una primera fase, la temperatura y humedad ambientes fomenta el desarrollo de microorganismos. Después, la galleta pierde su integridad convirtiéndose en migas.
Las plagas también eran un peligro para la provisión de bizcochos. Además de las ratas, las larvas de ciertos insectos se crían en la galleta, particularmente los gorgojos del género Curculio, Tenebroides mauritanicus y Stegobium paniceum (el gorgojo del pan). Fueron temidos por armadores y navegantes por los terribles daños que podían provocar en el suministro del barco. Los bizcochos también estaban sujetos al ataque de diversos mohos. La consecuencia más visible de estos ataques es la transformación de la galleta en polvo.
Si se conservan correctamente, las galletas pueden ser increíblemente duraderas. En 1669 los venecianos cedieron Candía a los turcos, abandonando bizcochos que en 1821, siglo y medio después, se comprobó que estaban en perfectas condiciones.

## Consumo y declive
Los bizcochos de mar, que llegaban a conformar hasta la mitad de la dieta de los navegantes entre los siglos xv y XVII. Acompañaban a la mojama (pescado curado) y a otros productos propios de alta mar: arroz, legumbre, todo tipo de salazones (de cecina, de bacalao, de sardina... etc.), queso, vino y aguardiente.
El uso de las galletas por parte de soldados y marineros declinó a partir del siglo XIX con las innovaciones en el ejército napoleónico francés; en 1800, Napoleón Bonaparte ofreció 12.000 francos a quien idease un método de conservación que garantizase la preservación de los productos y una mínima alteración de su sabor. El ganador del mérito fue el repostero Nicolás Appert, quien inventó el método de cerrar herméticamente los alimentos en latas de hojalata y hervirlos, aún desconociendo totalmente la acción microorgánica.

## Historia

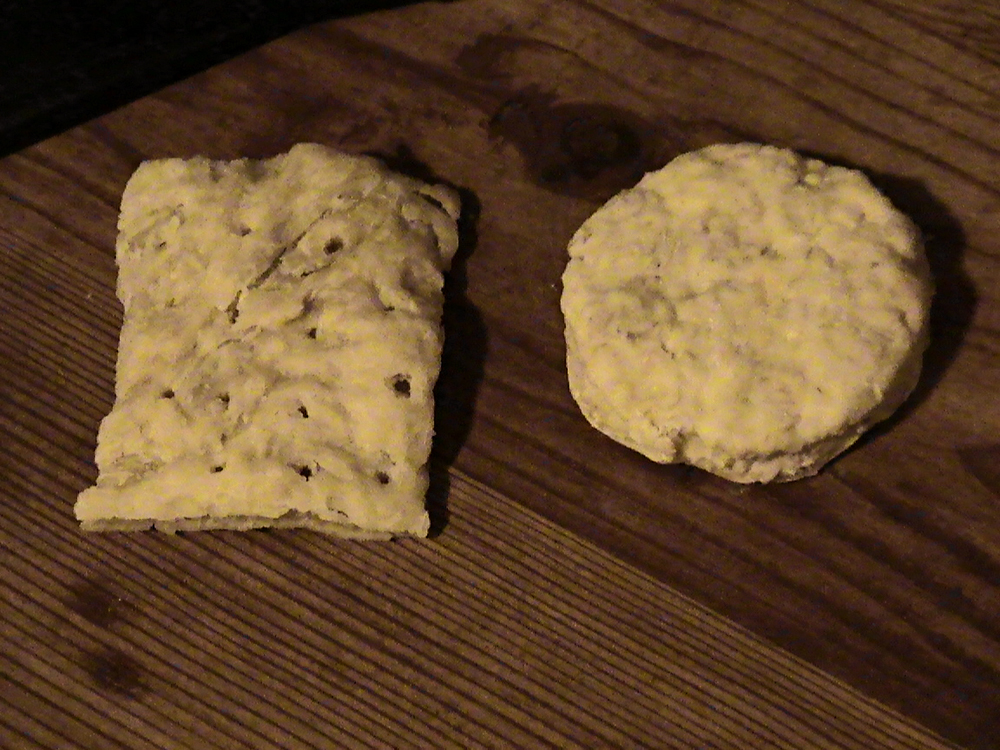
Réplicas modernas de hardtack de la Guerra de Secesión. A la izquierda hardtack del Ejército, a la derecha hardtack de la Armada.

### Imperio Portugués
Tuvo notoriedad la producción portuguesa de bizcochos, que suministraban las largas travesías a la India en busca de especias y otros valiosos productos. Un libro portugués de 1864 explica cómo se hacían a la manera portuguesa (llamados biscoito o bolacha): harina muy fina, con una mínima cantidad, casi ácima, de levadura, poca agua y sal. 
En 1498 el rey de Malindi, una ciudad costera en la actual Kenia, cargó los barcos de Vasco da Gama con bizcocho hecho a la manera «moresca», cocido en piezas muy pequeñas del tamaño de un bocado.[cita requerida]

### Imperio Español
Del siglo XVIII en adelante, surgirán varias obras que tratan la fabricación del bizcocho para usos militares en España. Cada tratado especifica algunos detalles que coinciden en buena medida. Un ejemplo del proceso resumido se puede leer en la siguiente cita:

El bizcocho se compone puramente de trigo, al que se quita todo el salvado y moyuelo, de suerte, que a un saco de 200 libras, solo se sacan 160 de harina.

A estas 160 se añaden 40 de agua, y la mezcla produce 200 de masa, de que se forman 133 raciones y media de 14 onzas cada una; y que después de cocidas no deben pesar mas que 18 onzas, porque las 40 libras de agua se evaporan; lo mismo que por la doble cochura, la humedad natural de la harina, estimada de 9 a 10 libras; asi solo quedan cerca de 150 libras de bizcocho. En siguiendo esta práctica, el bizcocho puede conservarse un año en un lugar seco, cerrado en caxas ó toneles, sin que se corrompa.

Encyclopedia metódica: Arte militar. Madrid. 1792

A partir del siglo XV, Sevilla se convirtió en un núcleo para abastecer las flotas. El Gremio de Bizcocheros se convirtió en un importante estamento de la ciudad andaluza, que dominó la producción de bizcochos hasta la segunda mitad del siglo XVII.
En el Nouveau dictionnaire de médecine, publicado en 1866 por Sigismond Jaccoud, se describe a la galleta española como «la más sabrosa y fácil de digerir, y de una conservación más larga que la de los ingleses y franceses». En un importante tratado de medicina marítima de 1805, un cirujano de la Real Armada expresó que las galletas militares producidas en España tenían una ligera fermentación, lo que las hacía de mejor calidad para los enfermos: «en la marina española, se consume un pan que (...), debe mirarse como preferente al que emplean las demás naciones marítimas». Al agregar el salvado, se produce «un bizcocho más sabroso y fácil de digerir» que el que producen los holandeses de harina pura, y con la adición de levadura, se evita «aquella tenacidad correosa» que tiene la galleta de los ingleses.

### Imperio Británico
El Victualling Board era el proveedor oficial de bizcochos y otros alimentos a la Royal Navy entre los siglos XVIII y XIX. Sus centros de producción eran Deptford, Portsmouth y Plymouth, aunque también recurría a menudo a proveedores externos. En el primero, que se componía de veinte hornos, se producían 25.000 libras de bizcochos al día en rondas de veinte hornadas. Unas cinco galletas hacen una libra, y se empaquetaban de 112 libras. En el barco, se almacenaban en una cámara específica llamada breed room.
La galleta británica se elaboraba con grano entero (es decir, con el salvado o afrecho). Como levadura se usaba levadura natural, o de cerveza en su defecto.

### Imperio japonés

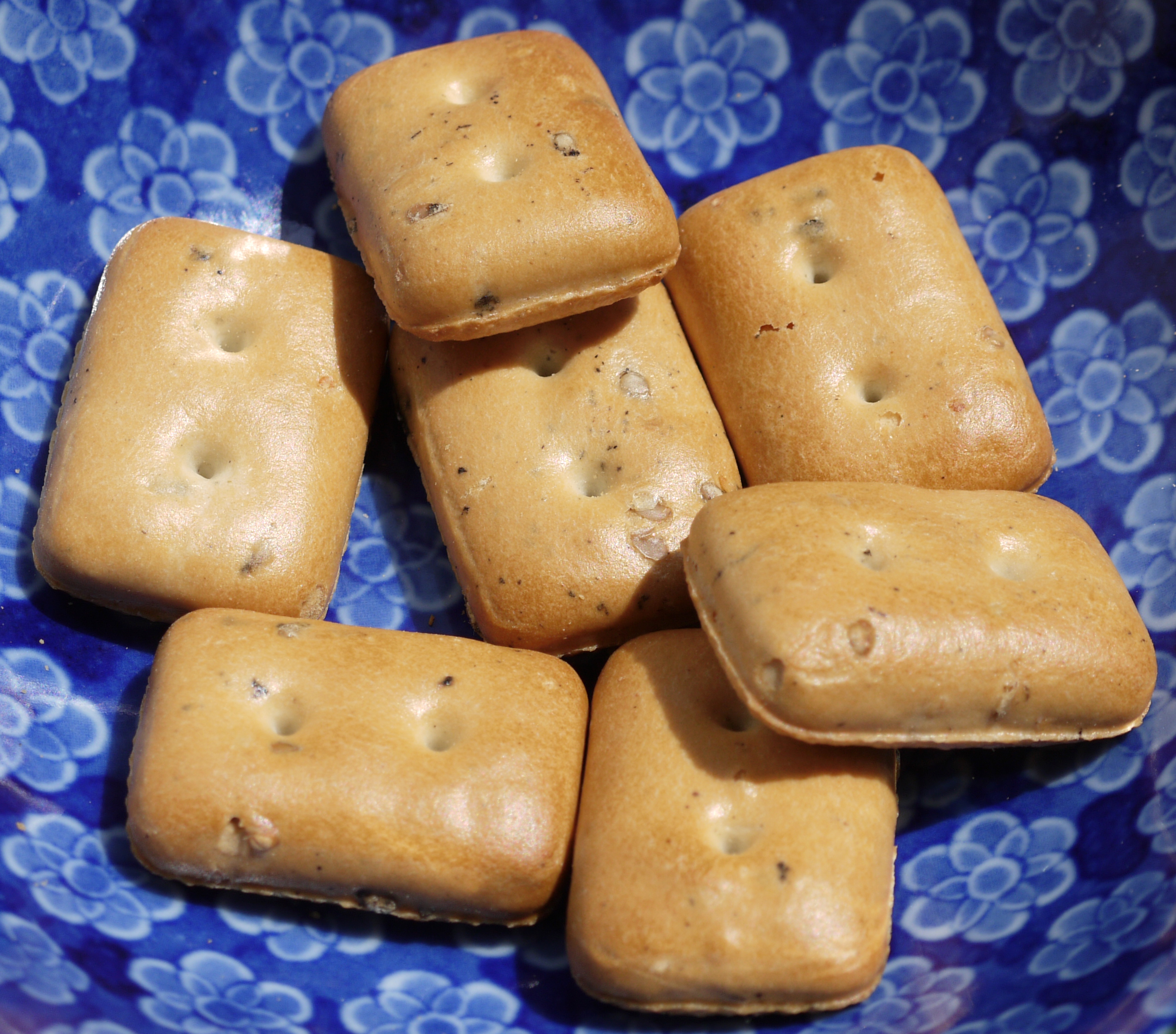
Kanpan ('pan seco'), del Ejército Imperial japonés

El pan duro de cereales se elaboraba en el Ejército Imperial Japonés del período Meiji mejorando las galletas militares occidentales. Por ejemplo, los kanpan (乾パン) japoneses fueron vitales en la Guerras sino-japonesas. El pan seco en Japón tiene su origen en 1842, cuando Tarozaemon Egawa, gobernador de Izu Nirayama, famoso por el horno de reverbero de Nirayama, comenzó a hornear pan como un alimento portátil que podía almacenarse para uso militar en caso de emergencia. En ese momento, el clan Mito estaba ansioso por adoptar culturas extranjeras, el clan Choshu hizo pan militar llamado Bikyumochi, y el clan Satsuma «pastel de arroz al vapor» en preparación para emergencias.

## En la cultura popular
- Las lembas o «pan de viaje» de los elfos, o el cram de los habitantes del Valle (Esgaroth), en la novela El Señor de los Anillos, es una galleta u oblea dura de viaje que se conserva durante mucho tiempo en su envoltura de hojas.
- En el Mundodisco del autor británico Terry Pratchett, el «pan de los enanos» una galleta dura como una piedra que se usa tanto como alimento como material de construcción.
- En la novela Moby-Dick, Melville hace mención a esta galleta de mar: «En las largas vigilias nocturnas, suele ocurrir que los marineros sumergen sus galletitas de mar en aceite y las dejan allí un poco para que se confíen».